# 约旦
约旦哈希姆王国，通稱約旦（羅馬化：al-ʾUrdunn [al.ʔur.dunː]），是位於西亞的阿拉伯国家，北临叙利亚，东临伊拉克，东南临沙特阿拉伯，西临以色列和巴勒斯坦。首都為安曼。
死海位於約旦的西方國界上，紅海則位於極西南方。戰略上，約旦處於歐亞非大陸的交匯點。首都安曼是約旦國內人口最多的城市，也是經濟、政治與文化的中心。

## 詞源
約旦的國名來自於其國境西北方的約旦河。而約旦河的河名可能是從閃族語「Yarad」演變來的，意思是「往下（流）的」。歷史上將現在的約旦區域稱為外約旦（Transjordan），意思是「越過約旦河」，也就是指約旦河的東岸。
在舊約中使用「約旦河的彼岸」指稱約旦區域。早期的阿拉伯年代記用「Al-Urdunn」稱約旦河，其意思與閃族語的「Yarad」相同。伊斯蘭時期用「Jund Al-Urdunn」表示約旦河附近的軍事區域。十字軍東征時，用「Oultrejordain」一詞表示約旦河東邊的區域。
1946年5月25日外約旦結束英國的託管，約旦哈希姆王國宣告獨立，由哈希姆家族統治。
汉语“约旦”一词则译自英语“Jordan”。

## 歷史

### 古約旦時期
至少在90,000年前，約旦就有人類居住的痕跡。因為地處人類從非洲向外拓展的路徑上，約旦境內有許多舊石器時代（距今約2萬年前）的遺址。這個時期的人們在富饒湖岸留下他們使用工具的遺跡。考古學家在有14,500年歷史的納圖夫文化遺址發現世界上最古老的麵包，該遺址位於現在約旦東北方的沙漠。
新石器時期（10,000-4,500 BC），人們從游獵採集轉向發展農業。安曼東部的艾恩加扎爾（Ain Ghazal）是這個時期的史前聚落之一，人們在遺址中挖掘出數十個石膏製人像，它們是在公元前7250年製作的。
Teleilat el Ghassul 是銅石並用時代（4500-3600 BC）的聚落之一。
青銅時代（3600-1200 BC）早期，防禦型城鎮與市政中心開始在南部出現。瓦迪費南（Wadi Feynan）成為大量採銅的據點。中東區域的貿易與人口流動來到高點。外約旦的村落大量在水源充沛與適合農業發展的區域出現。古埃及將黎凡特與約旦河兩岸納入領土。

鐵器時期（1200-332 BC），在埃及人勢力衰退後，外約旦由亞捫、摩押、以東三個王國接手。亞捫位於安曼高原上，摩押在死海以東的高地，以東在摩押和死海的南方。（見左圖）他們使用閃族語，並被認為是部落王國而非國家。
在外約旦的這三個王國常和他們的鄰國發生衝突。摩押王在公元前840年曾立了米沙石碑，石碑上他稱讚自己於摩押國內的建設，並紀錄了他戰勝以色列人的功績。這個石碑是考證聖經歷史的重要佐證。大約公元前700年新亞述帝國控制黎凡特期間，王國受惠於敘利亞和阿拉伯之間的貿易。公元前627年，新巴比倫王國在亞述解體後接手其領土。王國們在597 BC的耶路撒冷之圍中曾幫助巴比倫王國入侵猶大王國，卻也在十年後反叛巴比倫。這些王國之後被併為附庸，在度過波斯帝國與亞歷山大帝國的統治後，在約西元前63年，亞捫、摩押、以東被羅馬併吞與同化。

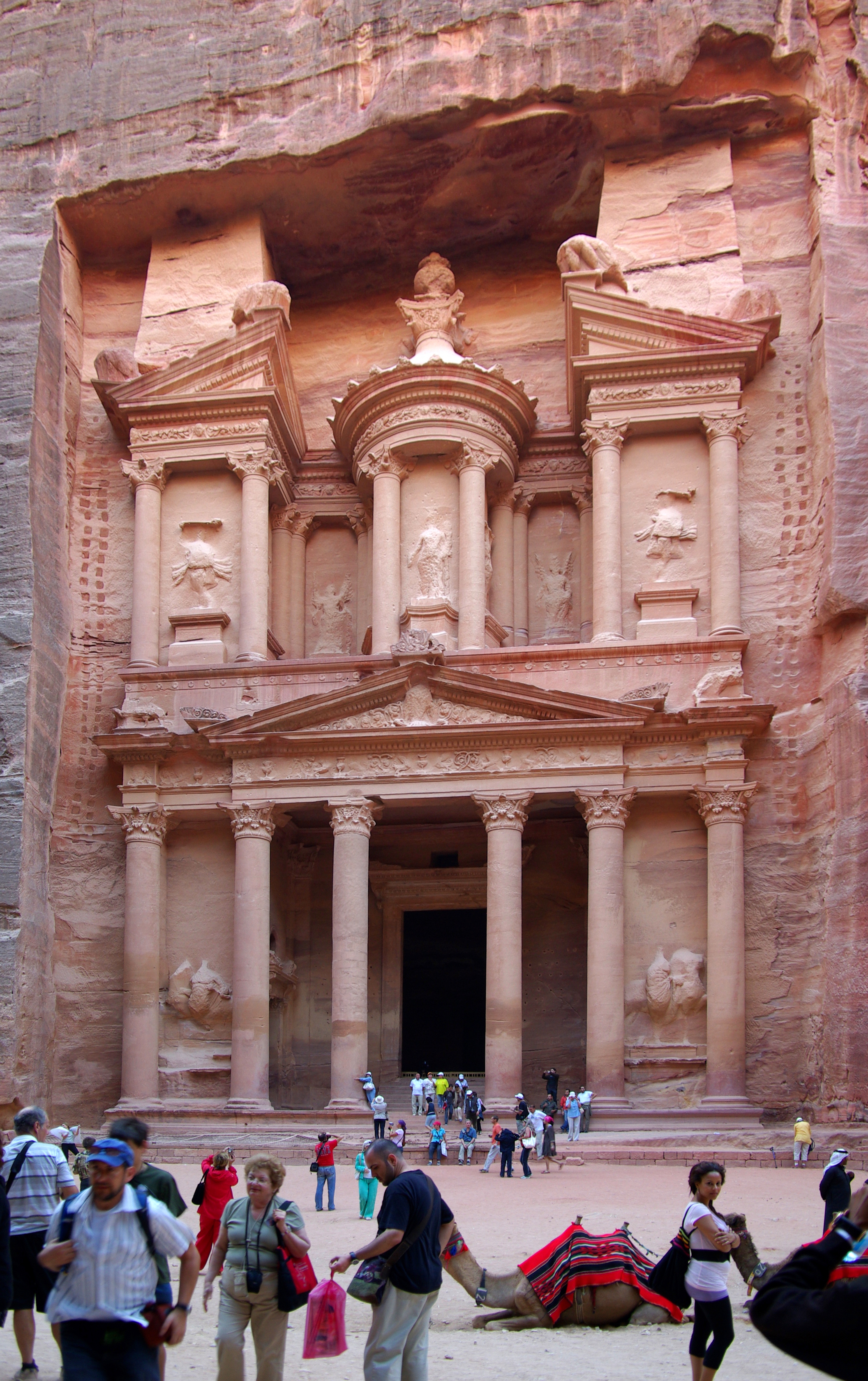
佩特拉城內的卡茲尼神殿

### 古典時期
西元前332年，亞歷山大大帝在征服波斯的過程中為中東地區帶來希臘化。亞歷山大於323 BC去世，他的領土被底下的將軍們瓜分，外約旦最終成為托勒密王國和塞琉古帝國爭奪的目標。
納巴泰人在169 BC於以東的南部建立納巴泰王國。納巴泰王國控制了外約旦的貿易路線，並將勢力沿著紅海一路向南延伸到漢志沙漠，往北則到大馬士革，甚至曾短暫統治過該城（85-71 BC）。佩特拉城是納巴泰王國的首都，城內的卡茲尼神殿是納巴泰王國在公元1世紀建造，用途可能是作為國王的陵寢。
公元前63年，格奈烏斯·龐培率領羅馬軍團佔領了黎凡特的大部份區域，開啟了羅馬持續4百年的統治。公元106年，羅馬皇帝圖拉真併吞納巴泰王國並重建君王大道。外約旦、巴勒斯坦與敘利亞南部區域內的希臘化城邦，羅馬將它們組成德卡波利斯，並給予一定程度的自治。
公元324年，羅馬帝國分裂。外約旦由東羅馬帝國（又稱拜占庭帝國）掌控，並持續到公元636年。拜占庭帝國時期，外約旦蓬勃發展。由於君士坦丁大帝在公元390年將基督教立為國教，外約旦各處都有基督教教堂，在安曼南部的 Umm ar-Rasas 就發現至少16座拜占庭時期的教堂。亞喀巴教堂也是此時期建造的教堂之一，且被視為是全世界第一座專門建造的教堂，更早的教堂都是從其他建築改建的來的。同時期的佩特拉城因為海運興起而沒落。
拜占庭帝國東邊的薩桑王朝在鼎盛時期曾控制過外約旦區域。

### 伊斯蘭時期
公元629年，拜占庭帝國與伽珊王國在現在的卡拉克擊敗了穆斯林軍隊，阻止他們進攻黎凡特。然而拜占庭帝國在636年的亞爾穆克戰役中在外約旦北方敗給穆斯林。失去外約旦之後大馬士革也被穆斯林佔領，他們在大馬士革建立了倭馬亞王朝。
哈里發倭馬亞王朝是穆罕默德去世後的哈里發的第二個，他們曾在外約旦建造了數座碉堡。阿拔斯哈里發在長期的政治活動後在750年推翻了倭馬亞王朝，並將首都設在巴格達。阿拔斯王朝（750-969年）時期曾有數個阿拉伯部落往北移入黎凡特，同時期的外約旦地區則因為海運興起而沒落。外約旦此後依序由法蒂瑪王朝（969–1070）、耶路撒冷王國（1115–1187）統治。
十字軍在外約旦建造了數座城堡，包含蒙特利爾和卡拉卡。為了抵抗十字軍，阿尤布王朝建造了阿傑隆城堡，並重建其他舊的城堡作為軍事要塞。1187年，在外約旦北方、提比里亞湖附近爆發哈丁戰役，十字軍輸給了阿尤布王朝（1187-1260）的創立人薩拉丁。阿尤布王朝統治下的外約旦村落成為穆斯林朝聖的重要中繼站，他們沿著敘利亞到漢志前往麥加。
馬穆魯克王朝（1260-1516）延用了數個阿尤布王朝時期的城堡，並進行了擴建。在下個世紀裡，外約旦遭遇了蒙古西征，不過蒙古在阿音札魯特戰役（1260）中被擊退。
1516年，鄂圖曼哈里發的軍隊佔領了馬穆魯克王朝的領土。外約旦的農業村落在16世紀見證了一段相對富裕的時期，但之後就沒落了。鄂圖曼帝國並不重視外約旦地區，所以政府的控制幾乎不存在，只有每年收稅時才出現。
在鄂圖曼統治的前三個世紀，許多來自敘利亞與漢志的阿拉伯貝都因人移入外約旦地區，包括Adwan、Bani Sakhr 與 Howeitat。他們佔領外約旦的各個區域，由於鄂圖曼當局漠不關心，所以外約旦陷入這種無政府狀態持續到19世紀。這也導致瓦哈比派運動（1803-1812）的發生。
1818年，鄂圖曼－沙烏地戰爭，穆罕默德·阿里（埃及總督）的兒子易卜拉欣·帕夏應鄂圖曼蘇丹的要求消滅了德拉伊耶酋長國。1833年，易卜拉欣·帕夏與鄂圖曼反目，並統治了黎凡特。因為他的高壓統治，在1834年的巴勒斯坦發生了一場未成功的農民起義。Al-Salt與Al-Karak兩座外約旦城市因為藏匿農民起義的領導，被易卜拉欣·帕夏的軍隊摧毀。埃及-鄂圖曼戰爭（1839-1841）終結了埃及的統治，鄂圖曼取回統治權。
易卜拉欣·帕夏事件後，鄂圖曼開始試圖鞏固他在敘利亞地區的統治，外約旦也是其中之一。1864年的一系列稅制與土地改革（坦志麥特）為農業與村莊帶來了些許繁榮，但是也引起其他外約旦地區的強烈反對。在建立了行政機關、徵兵制度與重稅後，鄂圖曼統治的區域開始出現叛亂。外約旦的部落兩次叛亂Shoubak（1905）與Karak（1910）被殘酷地鎮壓。
1908年建造的漢志鐵路橫越了外約旦，連接伊斯坦堡與麥加，目的是朝聖者的便利，與加強鄂圖曼在阿拉伯省份的統治力。

### 现代约旦
第一次世界大战后，约旦由英国代国际联盟管理。1921年，英国以约旦河为边界，把西部称为巴勒斯坦，东部称外约旦。英国於東部设立了一个半自主的保护国——外约旦酋长国，立汉志国王侯赛因次子阿卜杜拉一世为外约旦酋长国酋长。1946年5月25日，约旦获得独立，阿卜杜拉登基为王（埃米尔，即国家元首），国名为外约旦哈希姆王国；1948年约旦占领约旦河西岸的巴勒斯坦地区。1950年4月，约旦河西岸和东岸合并称为约旦哈希姆王国， 所有原西岸的阿拉伯居民成为约旦国公民。
约旦支持巴勒斯坦人，反对以色列建国。它参加了第一次阿拉伯国家联合对以色列的战争。在阿拉伯国家战败后，约旦获得了对西岸的控制。在控制西岸期间，由于担心国内世俗民族主义情绪的上升可能会颠覆自己的政权，与纳赛尔政权对伊斯兰激进分子的强硬立场不同，约旦王室对伊斯兰激进组织采取了容忍甚至鼓励的立场；这导致在约旦王室治下，哈马斯的前身巴勒斯坦穆斯林兄弟会的发展未如在纳赛尔政权治下那样受到太大影响。1967年约旦又与埃及、叙利亚和伊拉克一起对以作战。以色列占领了约旦河西岸地区与整个耶路撒冷。战后以色列又允许投降的约旦人回到耶路撒冷， 管理圣殿山的清真寺。两次战争中，都有大量阿拉伯难民包括约旦公民逃至约旦河东岸，使巴勒斯坦人在约旦的势力大为增加。巴勒斯坦人的增加，使约旦王室非常不安。1970年，在巴勒斯坦解放组织多次劫机后，约旦开始对他们开火，这影响到全阿拉伯世界。叙利亚在约旦的北部边境上，集中坦克部队以对约旦施加压力。1970年9月22日，在开罗的阿拉伯国家外交部长会议的调停下，双方熄火，但此后仍有小战斗持續发生。一直到1971年7月，约旦将巴勒斯坦解放组织逐出其国境。
在1973年的贖罪日戰爭中，约以边境上没有战火。但约旦派出一个旅的兵力进入叙利亚，抵禦那里的以色列军队。约旦没有介入1991年的海湾战争。

## 地理
約旦面積89342平方公里，北鄰敘利亞、東毗伊拉克，南接沙烏地阿拉伯，西與以色列（約旦人稱之為巴勒斯坦）為鄰。大部分地區是高原，海拔650－1000米。西部有约旦河谷，東和東南部是沙漠，被亞巴琳山脈貫穿。全國可耕地仅占全国面积的4%。在亚喀巴湾，约旦有一小段海岸线。死海位于约旦的西部，是其与以色列的边境的一部分。最高峰達1854公尺，死海最低處低於海平面408公尺，為地球上最低窪的地方。

### 气候
大部分地区属亚热带沙漠气候，西部山地属地中海气候；年降水量100－700毫米。

## 軍事

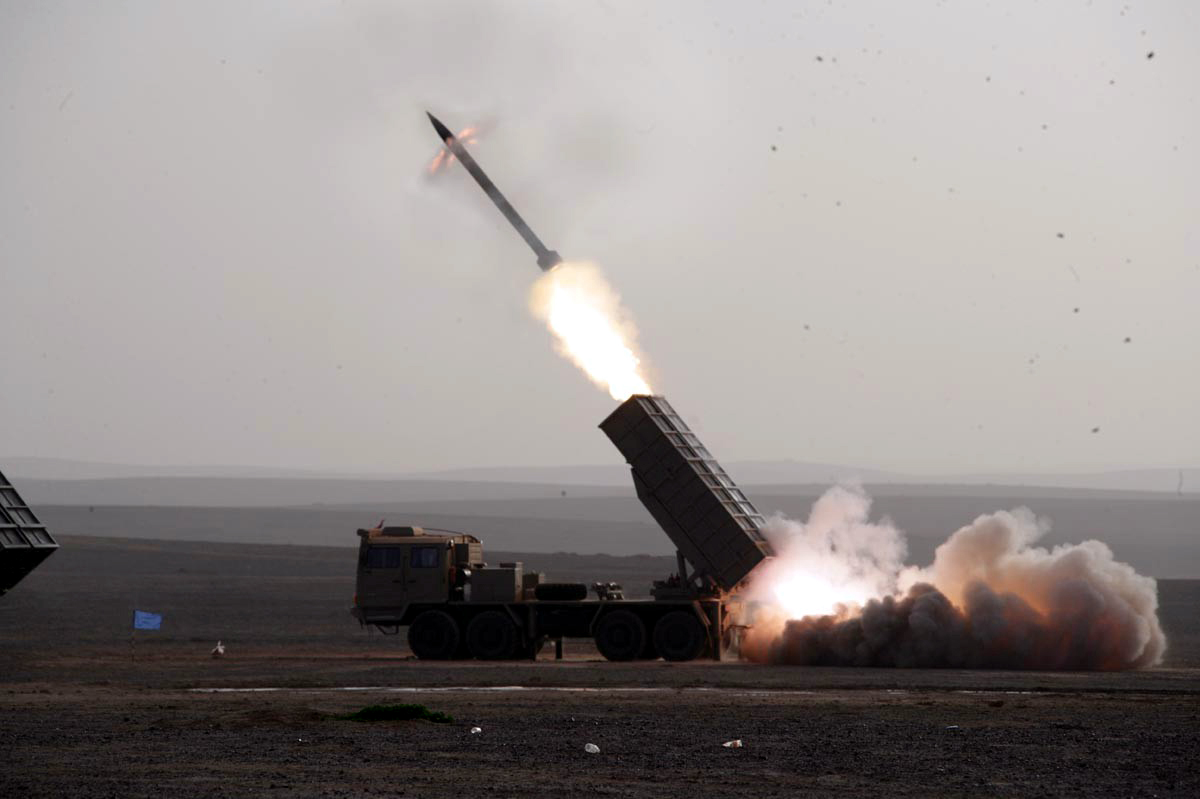
中國製83式火箭炮

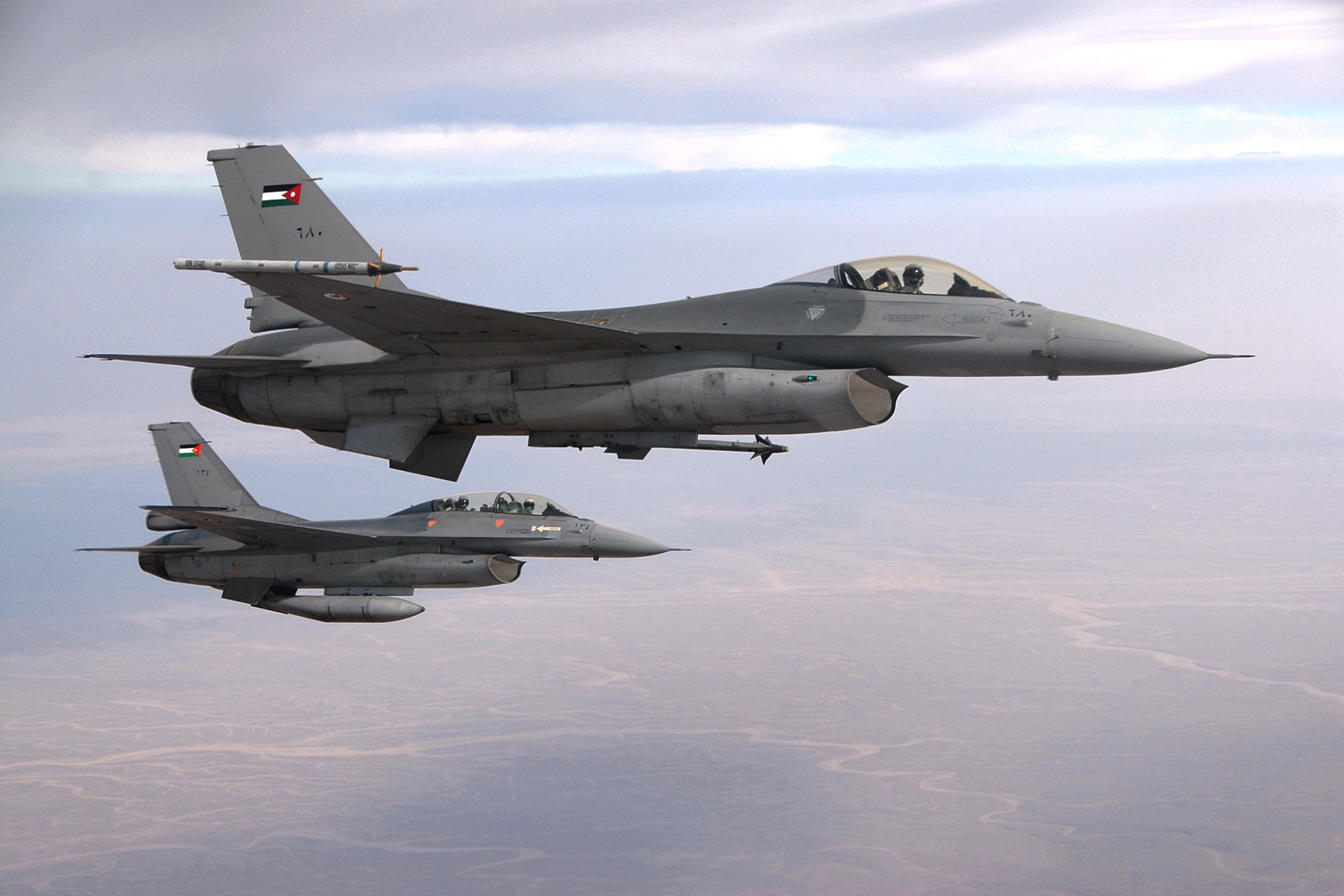
約旦F-16

約旦軍屬於中東的一支中型遜尼派武裝力量約10萬人，敏感的地理位置和特殊的宗教國體歷史，使其軍隊雖然不具有戰略攻擊型實力，卻是各國都有所顧慮的力量。
在複雜的中東局勢中，约旦採取微妙的國防姿態，與西方和以色列交好，但同時與遜尼派的沙烏地阿拉伯、什葉派的伊朗也維持相對較好關係，21世紀後和崛起但遙遠的中國也意圖加強戰略夥伴關係，其此種政策的好處在於能得到多國的武器軍購並降低敵意，難處在於多方平衡的手腕，但是敏感的地理位置是其最大資產，讓它能做最大發揮。
在伊斯蘭國崛起後，該組織訴求的哈里發問題中，從族譜世系表來看目前的约旦王族最有資格自稱哈里發後裔和繼承者，正當性高過沙烏地阿拉伯王室，因此在打擊伊斯蘭國上使约旦又占據了正當性，成為西方和遜尼諸國意圖交好的對象。

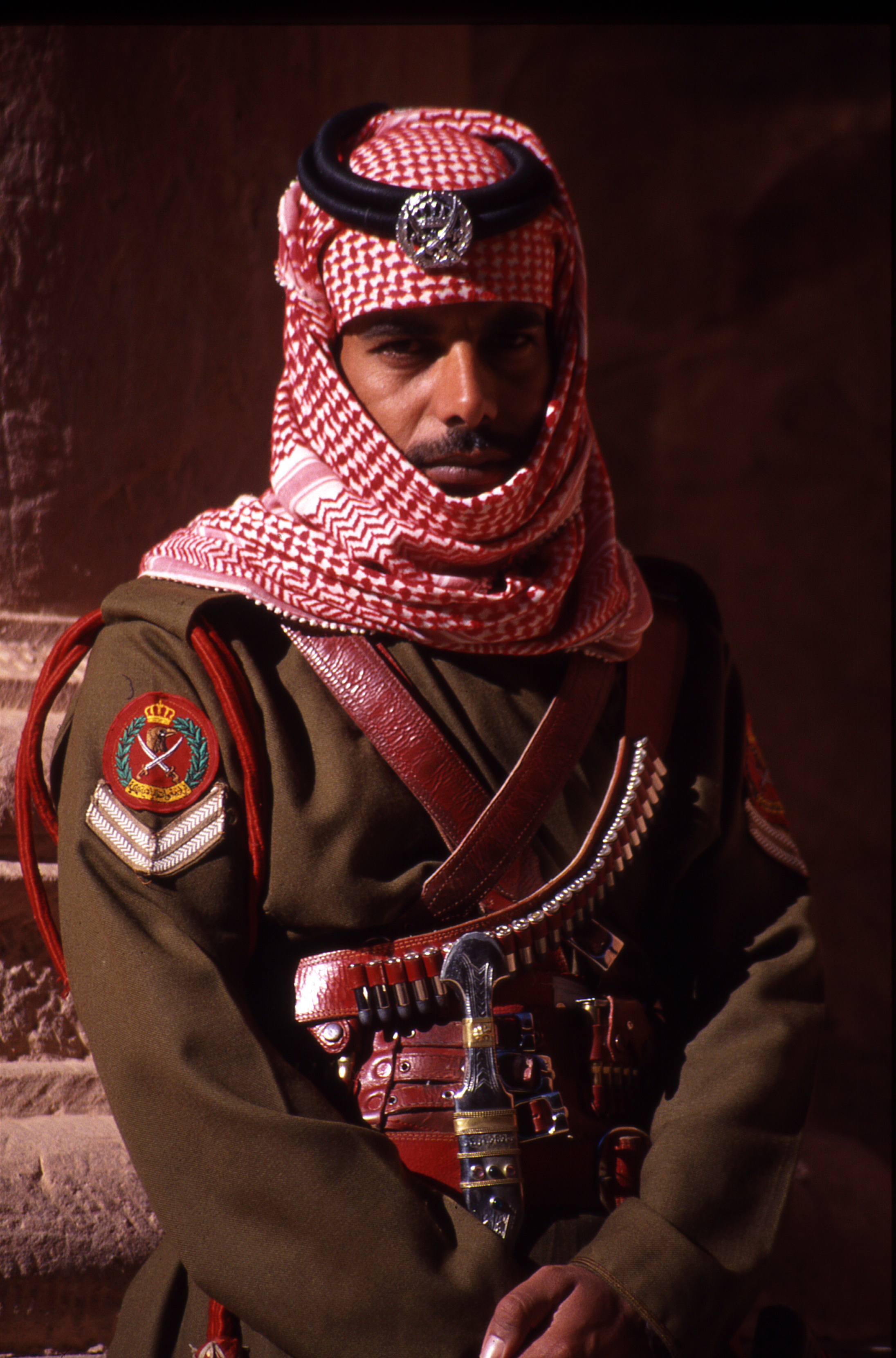
約旦警察

## 政治
約旦為君主立憲國家，國王擁有實權，總攬軍、政及外交大權，擁有任命首相，召集、解散国民议会之權力，上議院議員由國王任命，下議院議員民選。约旦独立后的大多数时间裏，约旦國王是哈希姆家族的胡笙国王，為伊斯蘭教創始人穆罕默德的後裔。現任國王阿卜杜拉二世為前國王胡笙的長子，於1999年繼位。
约旦位於亞洲、歐洲、中東的交界地帶，所以地处一个政治上非常不稳定的地方，许多力量在这裏逐鹿：美国、苏联、英国、以色列、各个阿拉伯国家以及約旦國内数量眾多的巴勒斯坦移民。在眾多政治力量和兴趣中，侯塞因试图寻找一条可行的路，他溫和的外交政策保障了约旦的主权和统一。虽然中东諸國在这些時間裡，經歷了多次战争和动荡，约旦社会都基本上保持穩定。胡笙本人是多次刺殺的对象。1989年他恢复了约旦的國民議會選舉；1994年，他簽署了與以色列的和平條约。
据约旦现行法律，国民议会议员虽通过选举产生，但是倾向于支持政府，成员包括效忠于国王的部落人员。

### 憲政改革
在茉莉花革命的影響下，加上當時約旦約四分之一人口處於貧窮線下，失業率達百分之十四。穆斯林兄弟會號召約旦民眾站起來，力爭政治和經濟改革，期望由選舉產生新政府。2011年1月29日，在安曼街頭約五千名示威群眾遊行，並手持約旦國旗；約二千名民眾響應了穆斯林兄弟會的號召，在其他城市抗議。2011年2月，約旦國王解散由首相萨米尔·里法伊領導的政府，並要求前首相马鲁夫·巴希特組建新的政府內閣，立即開始「真正」的政治改革。
2011年6月，國王阿卜杜拉在电视演讲中表示支持改革选举法，即未来的内阁将由经选举出来的议会多数派组建，而不是由国王直接委任。他说：“我希望更新后的选举法令，将确保国民议会代表全约旦人民。”2016年2月23日，約旦下議院經過6場馬拉松式會期，通過2015年国民议会選舉法，完成約旦3主要政治改革法（包括政黨法、地方自治法暨市政局法），並將國民議會眾議院席次自150席減至130席。選舉法中重要者為選制變革，將目前所行「兩票制」（一票投選區候選人，另一票投全國選區政團名單）改為「單一選區」及「比例代表制」之混合制（選區推出政團候選人名單，選民對支持政團候選人投下一票）。

### 对外政策

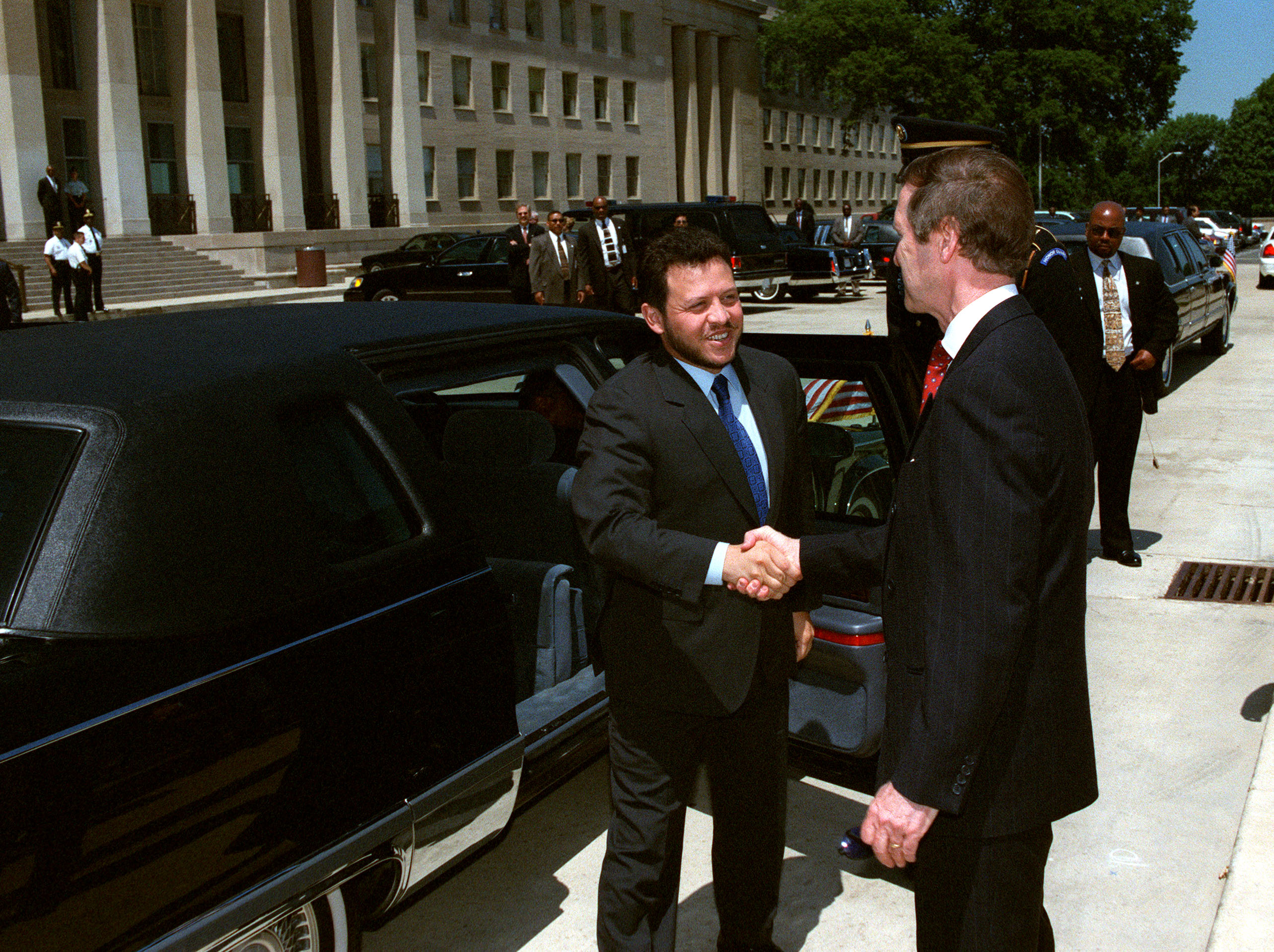
阿卜杜拉二世在五角大楼

约旦向來奉行著溫和的外交政策，基本上與西方國家有著密切的关系，尤其與英国和美国。海湾战争时，由於约旦继续支持伊拉克，使它和西方的关系稍微弱化，但是至今为止，美国是提供给约旦援助最大的国家。1994年，约旦和以色列达成了和平协议；在阿拉伯国家中，只有它和埃及對以色列分別締結了和平协议。伊拉克战争时，萨达姆政权崩溃以后，约旦積極扮演著关键的溝通角色，对伊拉克的稳定和安全貢獻甚多。

## 行政划分
约旦分一十二个省，省长由国王任命。
| 省         | 人口（2008统计） | 首府     | 人口（城市，2008统计） |
| ---------- | ---------------- | -------- | ---------------------- |
| 阿傑隆省   | 118,496          | 阿傑隆   | 8,161                  |
| 安曼省     | 1,939,405        | 安曼     | 1,135,733              |
| 亚喀巴省   | 107,115          | 亚喀巴   | 95,408                 |
| 拜勒加省   | 349,580          | 萨勒特   | 87,778                 |
| 伊爾比德省 | 950,700          | 伊爾比德 | 650,000                |
| 杰拉什省   | 156,680          | 杰拉什   | 39,540                 |
| 卡拉克省   | 214,225          | 卡拉克   | 22,580                 |
| 马安省     | 103,920          | 马安     | 30,050                 |
| 马代巴省   | 135,890          | 马代巴   | 83,180                 |
| 马弗拉克省 | 245,670          | 马弗拉克 | 56,340                 |
| 塔菲拉省   | 81,000           | 塔菲拉   |                        |
| 扎尔卡省   | 838,250          | 扎尔卡   | 447,880                |

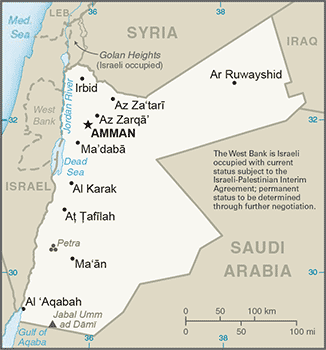
约旦地图

每省被分成52街道（阿拉伯语：ناحية，"nahia"）。

## 经济

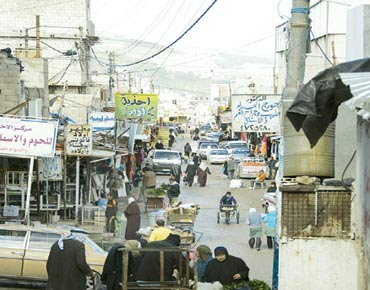
巴垮難民城

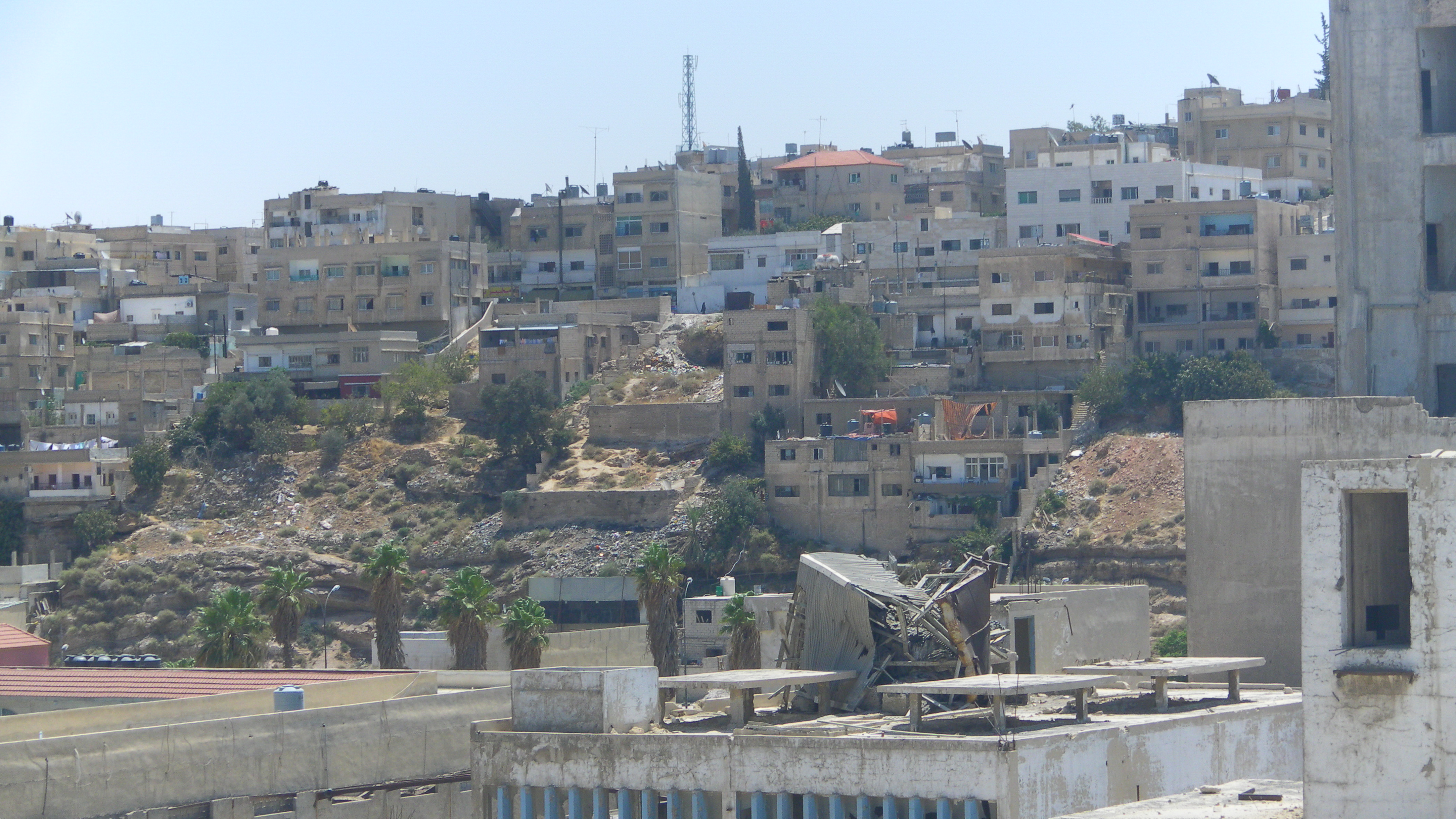
大城洛斯法

约旦全国缺水，同時缺乏石油之类的自然矿产品，因此關稅為政府重要的財源。安曼為其商業中心，阿卡巴港為唯一進出口港，主要商品仍賴進口，對奢侈品、菸酒、電氣用品及汽車課徵重稅，以收寓禁於徵之效。約旦每年進口金額約為出口金額的3倍。為照顧低收入民眾，約旦政府對米、麵、糖及汽(重)油等基本民生必需品採補貼政策。
1991年的第一次海湾战争给约旦经济带来了极大困难。约旦被迫暫停偿还债务。约旦国内的大批巴勒斯坦难民、其它海湾国家对约旦的资助、去他国工作的民工，都给约旦的经济带来了极大的混乱，造成全国经济非常不稳定而复杂。
阿卜杜拉二世国王试图对国家经济进行有限的改革，其中包括将一些国营企业私有化，改善投资环境，积极寻求外援，扭转了约经济长期负增长或零增长的局面。1999年约加入世界贸易组织。儘管2004–2008年间经济增长率超过8%，可是，债务、贫困和失业依然是约旦最大的经济困难。

## 人口
约旦人口中约93%是阿拉伯人，其他民族包括高加索人、希腊人和亚述人（含古阿拉米人后裔）等。
36.6%的人口小于14岁，3.4%老于64岁。
人口增长率是2.89%。婴儿死亡率是1.961%。期望寿命为77.71岁。
2015年人口普查之統計，約旦總人口數為9,531,712人。

## 宗教
約旦絕大多數信奉伊斯蘭教，佔97.1%（絕大多數是遜尼派），2.1%為羅馬天主教、希臘東正教、敘利亞東正教、科普特教會、亞美尼亞使徒教會及新教信徒，0.4%為佛教、0.1%為印度教、小於0.1%為猶太教、小於1%為民間信仰、小於0.1%未確定、小於0.1%為其他宗教（2020 估計）。東正教及天主教信徒集中於安曼和米底巴市。約旦雖屬伊斯蘭教國家，卻不似沙烏地阿拉伯、阿曼、葉門等伊斯蘭教國家具有濃厚宗教氛圍和禁忌，宗教較自由，兩教信徒相處和諧，並不相互排斥。也因约旦人多數為溫和的遜尼派，在較少宗教衝突下，使約旦經濟能夠發展。

## 健康與教育
2017年約旦的預期壽命為74.8歲。死亡主因是心血管疾病，其次是癌症。5歲以下孩童的疫苗接種率為95%（2002年數據）。水資源與公共衛生設施的普及率達98%（2015年數據）。66%的約旦公民有醫療保險。
約旦重视教育，实行10年义务基础教育，公立學校免收學費，高中教育为非义务性专业学习，学制两年。第12年級學期末，所有學生必須參加會考（Tawjihi），憑成績申請就讀大學。
全国共有10所公立大学和17所私立大学，較著名的大學如下：約旦大學（University of Jordan）、雅爾木克大學（Yarmouk University）、約旦科技大學（Jordan University of Science and Technology）、穆塔大學、艾勒·貝塔大学、侯赛因大学、拜勒加應用大學。另有51所中专院校。学龄儿童入学率95％，全国文盲率7％。